# Idaea bilineata
Idaea bilineata är en fjärilsart som beskrevs av Hans Reisser 1961. Idaea bilineata ingår i släktet Idaea och familjen mätare. Inga underarter finns listade i Catalogue of Life.